# Municipio de Union (condado de McPherson)
El municipio de Union (en inglés: Union Township) es un municipio ubicado en el condado de McPherson en el estado estadounidense de Kansas. En el año 2010 tenía una población de 194 habitantes y una densidad poblacional de 2,08 personas por km².

## Geografía
El municipio de Union se encuentra ubicado en las coordenadas 38°34′31″N 97°45′4″O / 38.57528, -97.75111. Según la Oficina del Censo de los Estados Unidos, el municipio tiene una superficie total de 93.49 km², de la cual 92,97 km² corresponden a tierra firme y (0,56 %) 0,52 km² es agua.

## Demografía
Según el censo de 2010, había 194 personas residiendo en el municipio de Union. La densidad de población era de 2,08 hab./km². De los 194 habitantes, el municipio de Union estaba compuesto por el 98,97 % blancos, el 0,52 % eran amerindios y el 0,52 % eran de una mezcla de razas. Del total de la población el 3,61 % eran hispanos o latinos de cualquier raza.